# ملیسانت
ملیسانت (به هلندی: Melissant) یک منطقهٔ مسکونی در هلند است که در خوری-افرفلاکی واقع شده‌است. ملیسانت ۲٬۲۳۰ نفر جمعیت دارد.